# Vomécourt
Vomécourt település Franciaországban, Vosges megyében. Lakosainak száma 258 fő (2022. január 1.). Vomécourt Bult, Rambervillers, Romont, Saint-Gorgon és Sainte-Hélène községekkel határos.

## Népesség
A település népessége az elmúlt években az alábbi módon változott:
| Lakosok száma | 282  | 298  | 290  | 275  | 263  | 259  | 252  | 249  | 258  |
|               | 2013 | 2015 | 2016 | 2017 | 2018 | 2019 | 2020 | 2021 | 2022 |